# Famille de Bressieux
La famille de Bressieux est un ancien lignage noble du Dauphiné de Viennois. Elle était titulaire d'une des quatre baronnies du Dauphiné.

## Histoire
Le premier membre connu de cette famille serait Bournon (Bornoni, Bornonis), mentionné dans une charte de 1042.
Cette famille est considérée comme indépendante jusqu'en 1317, date à laquelle Aymard de Bressieux prêta hommage pour ses terres au comte Amédée de Savoie. La terre de Bressieux était un fief du comté de Salmorenc, et aurait pris son indépendance à la chute du royaume de Bourgogne quand le comté fut partagé entre l'évêque de Vienne et celui de Grenoble en 1107. En plus d'être « barons-nés » des États du Dauphiné, les seigneurs de Bressieux étaient « barons-nés de Saint-Antoine » aux côtés des seigneurs de Château-Neuf, du duc de Milan et du comte de Vintimille. Ce rang accordait au baron de Bressieux le privilège de porter la châsse de ce saint lors de la procession annuelle à Saint-Antoine-en-Viennois.
Le château de Bressieux fut porté, non sans mal, dans la famille de Grolée par le mariage d'Alix de Bressieux avec Guillaume de Grolée vers 1420. En 1401, Jeoffrey de Bressieux passe un traité avec Aymar de Clermont au sujet du mariage de sa fille, Louise avec ce dernier. Louise devait hériter des terres de Bressieux, Viriville, Montmirail, Brézins et Lemps. Pour éviter que ne disparaisse le nom de Bressieux, le fils aîné de Louise et d'Aymar devait reprendre le nom de sa mère et écarteler ses armes de Bressieux et de Clermont. Le contrat de mariage fut signé le 17 octobre 1403. Ils eurent un fils, Georges, qui fut donc seigneur de Bressieux, mais qui mourut en même temps que sa mère. Aymar hérite donc des biens de sa femme et de son fils et en prête hommage en 1417. Dès lors s'engage un procès entre Aymar de Clermont et Guillaume de Grolée, mari d'Alix de Bressieux, sœur de Louise. Guillaume met en avant le fait que Jeoffrey de Bressieux avait établi que si Louise n'avait pas de fils les terres du contrat devaient revenir à sa sœur, Alix. Georges, le fils de Louise étant mort, c'est aux enfants d'Alix que devaient revenir les terres et châteaux de Bressieux, Viriville, Montmirail, Brézins et Lemps. En 1420 un accord est trouvé par lequel Aymar de Clermont s'engage à restituer les terres de Bressieux et de Brézins à Humbert de Grolée, conservant pour lui celle de Viriville, Montmirail et Lemps. En 1427 il cède Viriville, la moitié de Montmirail et de Lemps à sa belle-mère, Jordanne de Roussillon. Ainsi s'éteint la branche aînée des Bressieux et la dispersion de leurs possessions.
La terre de Bressieux fut érigée en marquisat en faveur de Louis de Grolée en 1612.

## Branches
- Barons de Bressieux, éteinte vers 1400 dans les familles de Montchenu, Auger d'Oze, Roussillon d'Anjou, La Villette, Grolée, Cousans, Chaste, et Clermont.
- Seigneurs de Beaucroissant, éteinte vers 1610 dans les familles du Layet et de Bocsozel.
- Seigneurs de Parnans, éteinte en 1500 dans la famille de Claveyson.

## Héraldique
| Blason | Blasonnement : Bressieux : De gueules à trois fasces de vair. |

| Blason | Blasonnement : Bressieux : Fascé de gueules et de vair Commentaires : Variante |

## Personnalités
La plupart des membres de cette famille avaient pour prénom Aimard
- Agnès de Bressieux, donnée comme Bienheureuse[8], prieure de la Chartreuse des Escouges (1115)[9].
- Aimard de Bressieux, croisé (1147).
- Aimard de Bressieux, fondateur de l'abbaye de Laval-Bressieux en 1164.
- Aimard de Bressieux, croisé (1190).
- Théodat de Bressieux, donné par la tradition comme Grand-Maître de l'Ordre du Temple[9],[10].

## Possessions
Liste non exhaustive des possessions tenues en nom propre ou en fief de la famille de Bressieux :
- château de Bressieux, à Bressieux (?-1403) ;
- château de Quincivet, à Saint-Vérand.

## Pour approfondir